# 天主教桑托斯教区
天主教桑托斯教區（拉丁語：Dioecesis Santosensis），是巴西一個天主教教區，位於東南部聖保羅州東南部海岸，包括九個市。屬聖保羅總教區。
教區成立於1924年7月4日。2010年有教友1,464,000人，佔總人口85.6%。有四十二個堂區、司鐸九十八人。現任教區主教為雅西爾·布拉伊多。